# Ezequiel Moreno y Díaz

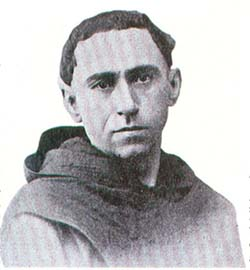
Ezequiel Moreno y Díaz

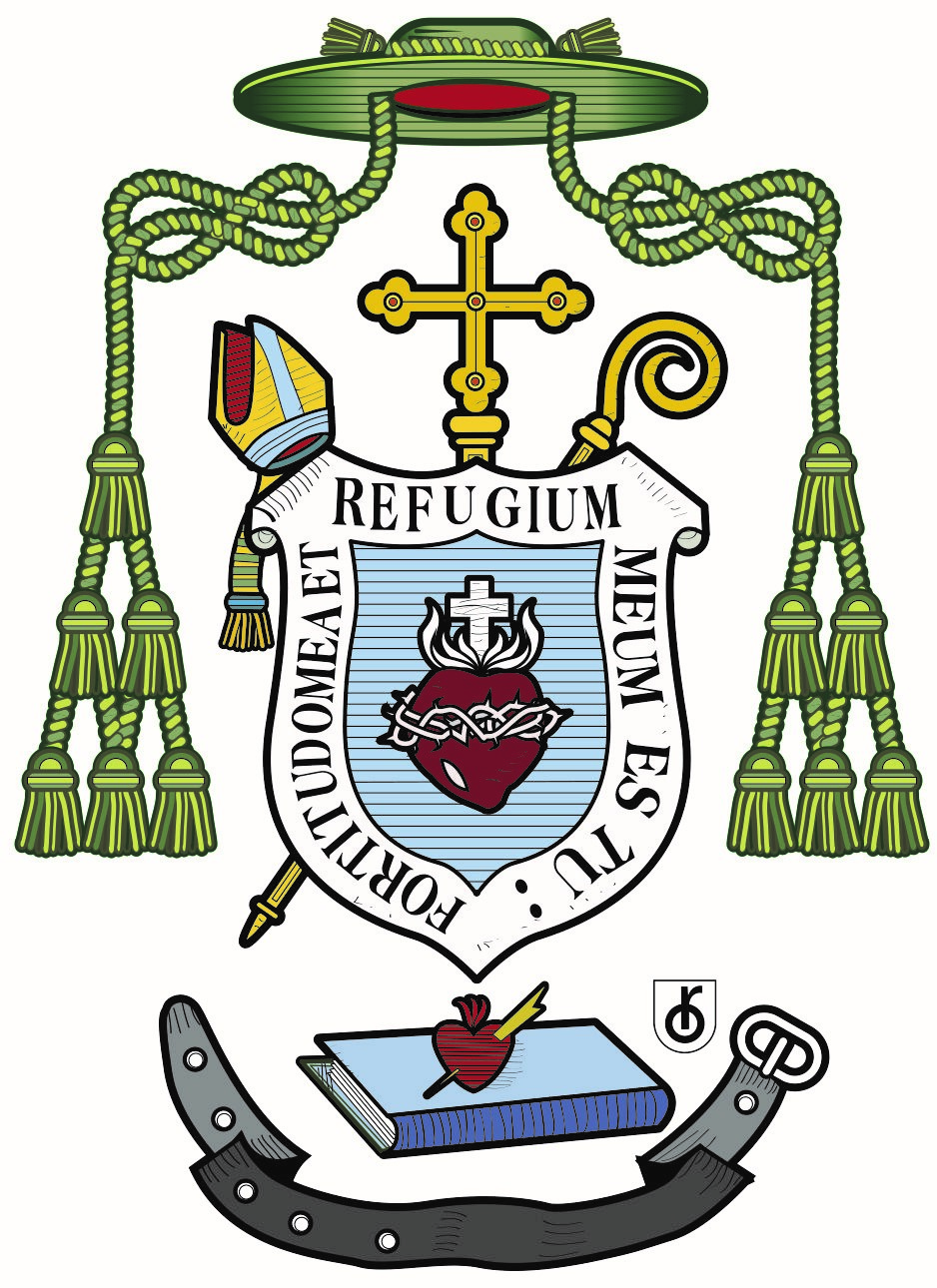
Wappen von Ezequiel Moreno y Díaz.

Ezequiel Moreno y Díaz OAR (* 10. April 1848 in Alfaro, Spanien; † 19. August 1906 in Monteagudo (Navarra), Spanien) ist ein Heiliger der katholischen Kirche.

## Leben
Ezequiel Moreno wurde als drittes von sechs Kindern geboren. Er trat in den Orden der Augustiner-Rekollekten ein, wurde am 21. September 1864 eingekleidet und legte am 22. September 1868 in Marcialla seine feierlichen Profess ab. Er empfing am 3. Juni 1871 durch Gregorio Melitón Martínez Santa Cruz, Erzbischof von Manila, die Priesterweihe.
Sein Orden entsandte ihn als Missionar auf die Philippinen, dort kam er am 10. Februar 1870 an. 1885 wurde er Leiter des Priesterseminars in Monteagudo. 1888 wurde er nach Kolumbien gesandt.
Am 23. Oktober 1893 ernannte Papst Leo XIII. ihn zum Titularbischof von Pinara. Bernardo Herrera Restrepo, Erzbischof von Santafé en Nueva Granada, spendete ihn am 1. Mai 1894 die Bischofsweihe in der Kathedrale in Bogota. Am 8. Juni 1894 wurde er zum Apostolischer Vikar von Casanare ernannt und am 2. Dezember 1895 zum Bischof von Pasto im Süden des Landes. Er trug in diesem Land wesentlich zum Ende des Bürgerkriegs bei.

## Familie
Ezequiel Morenos Neffe Julián Moreno wird als Märtyrer und Seliger verehrt.

## Heiligsprechung
Ezequiel Moreno wurde am 11. Oktober 1992 durch Papst Johannes Paul II. in Santo Domingo, Dominikanische Republik, heiliggesprochen. Sein Gedenktag in der Liturgie ist der 19. August.
Die Kathedrale von Pasto ist ihm geweiht.